# Pokémon: Reizen
Pokémon: Reizen is het 23ste seizoen van de anime-serie Pokémon. De eerste aflevering ging in première op 17 november 2019 op de Japanse tv-zender TV Tokyo. 

## Verhaallijn
Ash & Pikachu reizen terug naar Kanto na hun overwinning in de Alola League. Hij is in Vermillion City, waar een nieuw onderzoeksinstituut wordt geopend onder leiding van Professor Cerise. In dat onderzoekscentrum moet Goh (de 2de protagonist van de serie) een starter-Pokémon uit Kanto kiezen. Goh weigert echter een starter te kiezen omdat hij de Mythische Pokémon Mew wil vangen. Om dit te doen, stelt hij als doel om van elke Pokémon 1 te vangen om dan uiteindelijk Mew te kunnen vangen. Door een plotse verschijning van de legendarische Pokémon Lugia, leren Ash & Goh elkaar kennen. Iets later wordt het duo aangesteld als onderzoekers door Professor Cerise. Door de aard van die onderzoeken trekken Ash & Goh (soms vergezeld door Prof. Cerises dochter Chloe) door alle regio's van de Pokémonwereld. Mede dankzij die onderzoeken trachten Ash en Goh hun doelen te bereiken.

### Verhaallijn Ash
Ash wil Pokémonmeester worden. Om dit doel te bereiken wil hij Leon, de onverslaanbare kampioen uit Galar, uitdagen voor een officieel Pokémongevecht. Om dit te doen moet hij tijdens de voorrondes van de Pokémon Wereldkampioenschappen de Masters 8 halen om te kunnen deelnemen aan de finales.

### Verhaallijn Goh
Goh wil alle Pokémon vangen om uiteindelijk Mew nogmaals te kunnen ontmoeten. Om dit doel te bereiken, neemt hij deel aan Project Mew. Hij moet geregeld Trail missions aangaan om munten te verdienen om uiteindelijk lid te worden van een onderzoeksteam dat als missie heeft om Mew te vinden. Ook Ash' eerste rivaal, Gary, neemt deel aan Project Mew.

### Verhaallijn Chloe
Chloe, de dochter van professor Cerise, was niet geïnteresseerd in Pokémon, tot ze een Eevee ontmoette. Deze Eevee lijkt echter niet te kunnen evolueren. Doorheen de reeks ontmoet Chloe alle evoluties van Eevee in de hoop zo te ontdekken waarom haar Eevee niet evolueert.

## Cast

### Nederlandse versie (Netflix)
Vertaling: Bianca Steenhagen & Christa Lips
Regie: Hilde de Mildt
| Personage             | Stem                          |
| --------------------- | ----------------------------- |
| Ash                   | Christa Lips                  |
| Verteller             | Ad Knippels                   |
| Goh                   | Mitchell van den Dungen Bille |
| Chloe                 | Echica Florijn                |
| Professor Cerise      | Robin Rienstra                |
| Rotom Phone (Pokédex) | Stephanie Anaïs van Rooijen   |
|                       | Pim Wessels                   |
| Meowth                | Fred Meijer                   |
| James                 | Paul Disbergen                |
| Jessie                | Hilde de Mildt                |
| Leon                  | Ricardo Blei                  |
| Zuster Joy            | Lizemijn Libgott              |
|                       | Oscar Siegelaar               |
|                       | Relinde de Graaff             |
|                       | Kelvin Allison                |
|                       | Nicole van Dorp               |
|                       | Fauve Geerling                |